# Leonard Lindelöf
Karl August Leonard Lindelöf, född 13 november 1862 i Åbo, död 11 augusti 1943 i Helsingfors, var en finländsk uppfinnare och företagsledare. Han var brorson till Ernst Lindelöf. 
Lindelöf blev filosofie kandidat 1885 och verkade först som lärare i Kuopio, men flyttade 1888 till Helsingfors, där han redan 1886 inrättat en liten mekanisk verkstad; denna blev snart en av stadens största maskinfabriker. Företaget specialiserade i början av 1900-talet bland annat på tillverkning av cigarrettmaskiner (som utvecklats av Lindelöf) och fick under mellankrigstiden flera beställningar av försvarsmakten på delar till bland annat kulsprutepistoler och kulsprutor. Lindelöf gjorde flera betydande uppfinningar bland annat på vapenteknikens område; viktigast var de förbättringar han gjorde på Maxim-maskingevärets lås. Fabriken nedlades några år efter Lindelöfs död.